# Deuda pública de la Unión Europea

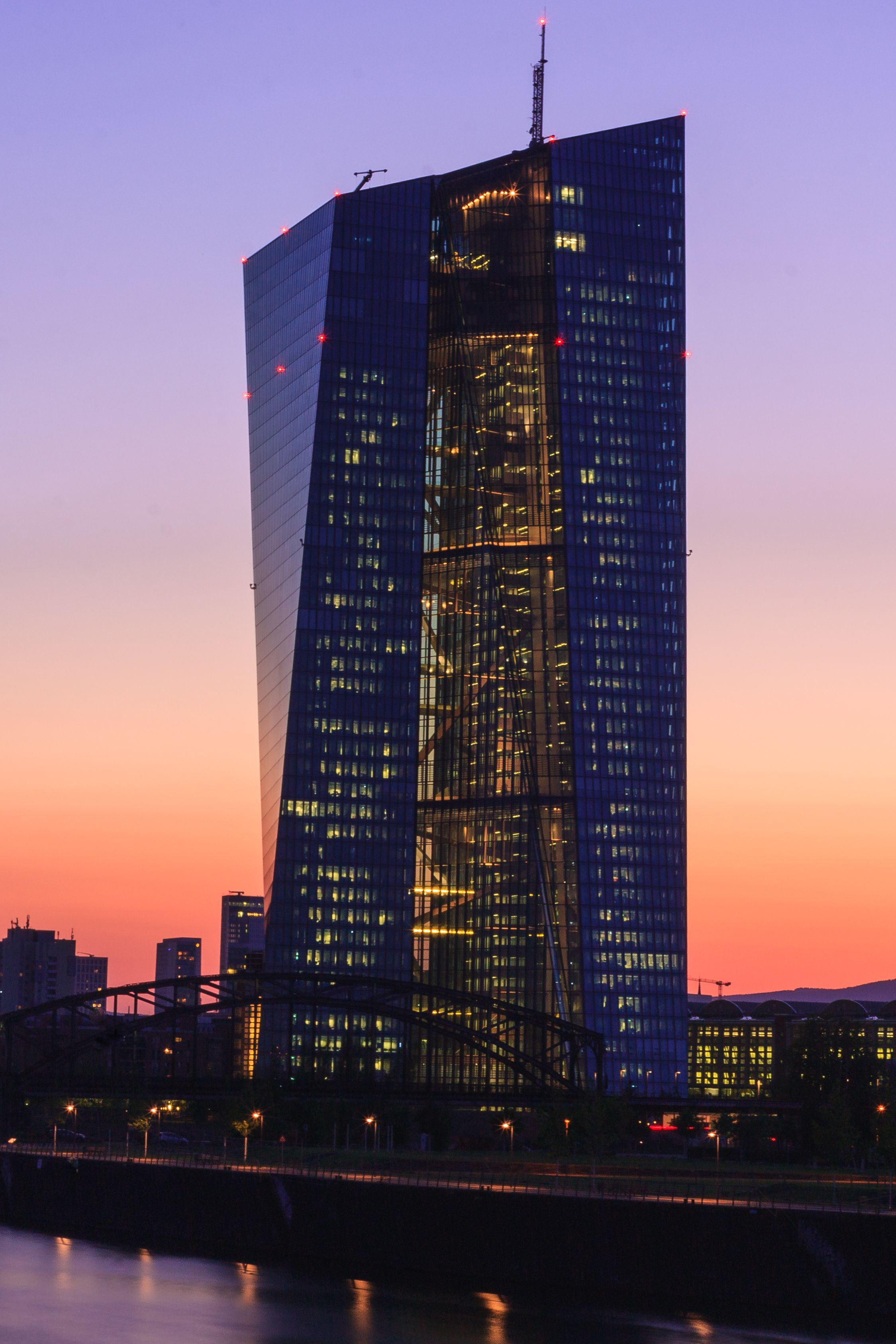
Sede del Banco Central Europeo en Fráncfort del Meno, Alemania.

La deuda pública de la Unión Europea es una medida de las obligaciones de la Comisión Europea. Desde 2020 dicha institución ha movilizado un paquete de ayudas en respuesta a la crisis del COVID-19, acudiendo para ello a la financiación en los mercados internacionales. Estos fondos extraordinarios, financiados con títulos de deuda pública de la Comisión Europea a largo plazo, serán gestionados por cada uno de los Estados miembros que lo soliciten.
La idea que subyace bajo la propuesta de los bonos es el mayor acceso de los gobiernos a la financiación de sus deudas mediante la ampliación de sus oportunidades de liquidez y su seguridad. También se espera que los bonos refuercen el sistema financiero de la eurozona, evitándose mejor futuras crisis.
Durante la Crisis del euro se había propuesto la creación de eurobonos, a emitir por el conjunto de todos los países de la eurozona, cuyas cantidades no necesariamente deberían ir expresadas en euros. Al igual que otros bonos, podrían haber expresado una cierta cantidad de dinero invertido a devolver por el deudor, un cierto ratio de interés y un cierto tiempo vencido el cual la deuda deberá ser devuelta. Los eurobonos deberán ir avalados por el conjunto de países que los compartiesen, y no por países individuales. Sin embargo, los gobiernos de aquellos países menos afectados en ese momento por la crisis de deuda, especialmente Alemania y Austria, estuvieron en desacuerdo con la propuesta, entendiendo que el endeudamiento indefinido no podría ser una respuesta a la crisis.

## Historia

### Crisis del euro
La crisis del euro, crisis de la zona euro, o crisis de la deuda soberana europea, fue una crisis financiera que afectó a la Unión Europea, y más severamente a los Estados de la eurozona entre 2008 y 2016. La coyuntura tuvo aspectos de una crisis de la deuda soberana, del sistema bancario y del sistema económico de la Unión en general. El conjunto de circunstancias hizo difícil o imposible a algunos países en la eurozona refinanciar su deuda pública sin la asistencia de terceros.
Desde finales de 2007, el miedo a una crisis de deuda soberana comenzó a crecer entre los inversores como consecuencia del aumento de los niveles de deuda privada y pública en todo el mundo, al tiempo que se producía una ola de degradaciones en la calificación crediticia de la deuda gubernamental entre diferentes Estados europeos. Las causas de la crisis eran diferentes según el país. En algunos de ellos, la deuda privada surgida como consecuencia de una burbuja inmobiliaria fue transferida hacia la deuda soberana, y ello como consecuencia del rescate público de los bancos quebrados y de las medidas de respuesta de los gobiernos a la debilidad económica post burbuja. La estructura de la eurozona como una unión monetaria (esto es, una unión cambiaria) sin unión fiscal (esto es, sin reglas fiscales ni sobre las pensiones) contribuyó a la crisis y tuvo un fuerte impacto sobre la capacidad de los líderes europeos para reaccionar. Los bancos europeos tienen en su propiedad cantidades considerables de deuda soberana, de modo que aumentó la preocupación sobre la solvencia de los sistemas bancarios europeos o sobre la solvencia de la deuda soberana.
Las preocupaciones se intensificaron a principios de 2010 y posteriormente, conduciendo a los ministros de finanzas europeos el 9 de mayo de 2010 a aprobar un paquete de rescate de 750 000 millones de euros dirigido a asegurar la estabilidad financiera en Europa mediante la creación de un Fondo Europeo de Estabilidad Financiera (FEEF). En octubre de 2011 y febrero de 2012, los líderes de la eurozona acordaron más medidas diseñadas para prevenir el colapso de la economía de sus miembros. Estas incluyeron un acuerdo por el que los bancos aceptaban una quita del 53.5 % de la deuda griega debida a acreedores privados, el aumento del FEEF hasta un importe superior a mil millones de euros, y el requerimiento a los bancos europeos de alcanzar un 9 % de capitalización. Para restaurar la confianza en Europa, los líderes de la UE también acordaron crear un Pacto Fiscal Europeo incluyendo el compromiso de cada país participante en introducir una regla de oro presupuestaria en sus constituciones. Los políticos europeos también propusieron una mayor integración en la gestión bancaria europea desarrollando un seguro de depósitos, una supervisión bancaria y medidas de recapitalización a escala continental. El Banco Central Europeo ha tomó medidas para mantener los flujos de dinero entre bancos europeos bajando los tipos de interés y proveyendo a los bancos más débiles con préstamos baratos por un importe de hasta mil millones de euros.

#### Debate inicial sobre los “eurobonos”
Los economistas Jakob von Weizsäcker y Jacques Delpla propusieron en mayo de 2010 la conversión de los bonos nacionales tradicionales (o bonos rojos) en eurobonos (o bonos azules), con el objetivo de evitar una crisis de deuda en los países europeos de economías debilitadas, al mismo tiempo que se reforzaba la sostenibilidad fiscal. Argumentaban que esta medida sería beneficiosa a largo plazo, y que ayudaría a preparar el terreno para el alzamiento del euro como una moneda de reserva que permitiera reducir costes de prestación a todos los países involucrados.
Según esta propuesta, los eurobonos deberían avalar la deuda de los países hasta el 60% del PIB nacional. Cualquier deuda nacional que superara esa cifra se consideraría exclusivamente nacional, con el probable incremento de costes. Los eurobonos se plantearon como una medida de disciplina fiscal y parte de un consejo de estabilidad fiscal que debería crearse a tal efecto.
Los países pequeños con relativa falta de liquidez, como Austria y Luxemburgo, serían los más beneficiados, aunque incluso Alemania obtendría beneficios, ya que se esperaba que los costes de financiación bajasen por debajo de los rangos nacionales. Los países con grandes porcentajes de deuda sobre el PIB, como Italia, Grecia y Portugal, recibirían un gran incentivo para hacer ajustes fiscales.

#### Propuesta de la Comisión Barroso
La Comisión Europea sugirió a viva voz la creación de eurobonos para los 17 países de la eurozona el 21 de noviembre de 2011, como una buena medida para parar la crisis europea. El 23 de noviembre la Comisión Barroso presentó un Libro verde explicativo de las características de estos bonos, con objeto de que las deudas nacionales se avalasen entre el conjunto de países del euro. El documento lista tres diferentes aproximaciones estudiadas, basadas en diferentes grados de sustitución de las deudas nacionales y de la naturaleza de las nuevas garantías.
- Eurobonos sobre deuda total con responsabilidad compartida: Esta opción sugiere una sustitución completa de las deudas nacionales por otra compartida entre los países del euro, de manera que el conjunto de países responda por el conjunto de las deudas de cada uno. la Comisión Europea expresó que esto tendría potencialmente enormes efectos positivos en la estabilidad y la integración europeas. Al mismo tiempo, remarcó que la abolición de todos los mercados de ratios de interés en los Estados miembros supondría seguramente cambios significativos en el Tratado de Lisboa.
- Eurobonos sobre deuda parcial con responsabilidad compartida: La segunda opción establece una aval del conjunto de países sobre una cierta cantidad de las deudas nacionales. La deuda avalada queda garantizada por todos los países. El límite avalado vendría dado un porcentaje de la deuda sobre los PIB nacionales. La Comisión no aclaró este porcentaje, aunque el Consejo alemán de expertos económicos propuso un 60%.[23]
- Eurobonos sobre deuda parcial sin responsabilidad compartida: Cubrirían parte de las deudas nacionales, como en la segunda opción, pero no quedarían garantizadas por todos los países con eurobonos. Esta ocpión incluiría, probablemente, fuertes requisitos de entrada para ciertos países, así como permitir la exclusión de países que no cumplan los objetivos fiscales pactados. Sin embargo, la opción sigue considerándose beneficiosa para todos los países implicados, y podría hacerse sin modificar los tratados fundadores de la Unión Europea.

Entonces, la creación de eurobonos fue un elemento de disputa en el seno de la Unión Europea. Su mayor oponente fue el Gobierno alemán de Angela Merkel. En 2012, la canciller alemana había declarado que esta medida “comprometería excesívamente a Alemania con la deuda de los países en crisis que además tendrían menos presión para realizar sus ajustes fiscales”. Por el contrario, el expresidente francés François Hollande se había mostrado favorable a esa medida adoptandola como elemento clave en su lucha a favor de las políticas de crecimiento en Europa. Esta posición fue apoyada por países como España, Bélgica e Italia, y por movimientos como el de los federalistas europeos. Estos últimos sostienen que los eurobonos serían una opción idónea para resolver la crisis de la deuda de la eurozona y además permitiría avanzar hacia una unión fiscal y financiera.

### Respuesta de la Unión Europea a la pandemia de COVID-19
A partir de finales del primer trimestre de 2020, varios de los Estados miembros de la Unión se confrontaron a la crisis sanitaria de la pandemia de COVID-19. El impacto mediático generado por la situación, precipitó a los gobiernos nacionales y a las instituciones europeas a una situación sin precedentes, que en marzo, llevó a que los Estados miembros aceptaran la recomendación emitida por la Comisión Von der Leyen sobre lo que deberían hacer para restringir la entrada en el territorio a los residentes extracomunitarios. Casi al mismo tiempo, la Comisión lanzó su primera reserva de material médico con el fin de repartirlo a los Estados de la Unión más afectados por la pandemia.
En abril se sucedieron numerosas acciones políticas en respuesta a la crisis. En primer lugar reaccionó el Banco Central Europeo (BCE) con un programa de compra de títulos para evitar el colapso de los mercados de deuda, lo que contribuyó a estabilizar la situación financiera. Entonces, tras ser aprobada por primera vez la denominada “cláusula general de salvaguarda” prevista para escenarios de graves crisis generalizadas que afecten a la eurozona, la Comisión pudo levantar los límites que fijaba el pacto de estabilidad y crecimiento. De esta forma se autorizó a los gobiernos nacionales a inyectar en la economía tanto dinero «como fuese necesario». A dicha flexibilización se añadieron también los cambios en la autorización de ayudas públicas, ya que la normativa permitió otorgar hasta 800.000 euros por compañía en forma de subvención directa o ventajas fiscales. De manera complementaria, el Eurogrupo logró un acuerdo la segunda semana de abril que estableció los detalles de la primera red de seguridad comunitaria contra los efectos de la pandemia.
Pero el anuncio más destacado llegó el 18 de mayo de 2020, cuando en una rueda de prensa Merkel y Macron presentaron un plan para la UE en el marco de la crisis de la pandemia. Este impulso se integró con varias acciones institucionales de las semanas anteriores, y sirvió de base al plan recuperación económica (Next Generation EU) presentado por Von der Leyen la semana siguiente. Empero, el anuncio conjunto de Merkel y Macron fue impulsado por un fallo del Tribunal Constitucional de Alemania, que días antes había puesto en duda la independencia del Banco Central Europeo (BCE) para mantener a flote las economías de los miembros más vulnerables de la organización, así como la gobernabilidad de la UE. Hasta entonces, Merkel —quien ocho años antes, en el punto más álgido de la crisis del euro, aseguró que no habría eurobonos «mientras yo viva»— se había opuesto a la propuesta de Macron para crear un fondo que obligaría a los 27 a aumentar la deuda de forma conjunta.